# Municipio di Pankow
Il municipio di Pankow (Rathaus Pankow) è l'edificio amministrativo dell'ex comune di Pankow o borough di Berlino (1920-1990), oggi sede ufficiale dell'amministrazione distrettuale e del sindaco del distretto di Pankow. L'edificio originale fu costruito nel 1901-1903 su progetto di Wilhelm Johow, in un mix di diversi stili architettonici tipici dell'inizio del XX secolo, come elementi neogotici, neobarocchi e Art Nouveau. L'esterno è stato caratterizzato dall'uso di mattoni rossi di clinker per il rivestimento dell'edificio in mattoni. All'angolo con Neue Schönholzer Straße, nel 1927-1929 fu ampliato secondo i progetti di Alexander Poeschke e Rudolf Klante. Questo è stato adattato al primo edificio, soprattutto in termini di altezza dei piani. Il municipio si trova in Breite Straße 24a-26, non lontano dalla stazione della S-Bahn di Wollankstraße. L'intero complesso è un edificio classificato dagli anni Settanta.

## Storia
L'edificio venne costruito dal 1901 al 1903 su progetto di Wilhelm Johow, per rispondere alle necessità amministrative del comune di Pankow, all'epoca in forte espansione demografica come tutto il suburbio berlinese.
Nel 1920, con l'annessione di Pankow alla “Grande Berlino”, il municipio divenne sede dell'omonimo distretto; dal 1927 al 1929 venne realizzato un ampliamento in stile espressionista, su progetto di Albert Pöschke e Rudolf Klante.
Nel 1979 venne ricostruita all'interno del municipio la sala nuziale (Trauzimmer) del demolito Standesamt presso la Fischerbrücke, costruita dal 1901 al 1905 su progetto di Ludwig Hoffmann.

## Caratteristiche
L'edificio si compone di due parti fra loro adiacenti, realizzate in anni diversi.
L'ala originaria, posta in fregio alla Breite Straße, è un'imponente costruzione in mattoni a vista, dominata da una torre di 50 metri di altezza e con interni monumentali, in parte con decorazioni liberty.
Immediatamente ad ovest, all'angolo con la Neue Schönholzer Straße, sorge l'ampliamento in stile espressionista, con facciate ricoperte da piastrelle in ceramica rossa.